# Переворот у Буркіна-Фасо (січень 2022)
Військовий переворот у Буркіна-Фасо — переворот, здійснений групою військових 23-24 січня 2022 року, у ході якого було скинуто й затримано законного президента Буркіна-Фасо Роча Марка Крістіана Каборе.

## Передумови
2014 року в Буркіна-Фасо відбулося повстання, в ході якого повалили Блеза Компаоре — президента Буркіна-Фасо, що керував країною з 1987. 2015 року країну очолив Роч Марк Кристіан Каборе.
З 2015 року в Буркіна-Фасо ведуть активну діяльність організації Ісламська Держава (ІДІЛ), Ансар уль-Іслам та Аль-Каїда. 2021 року від рук терористів загинуло понад 2 тисячі мирних жителів країни. З 2019 року через діяльність бойовиків у деяких провінціях Буркіна-Фасо запровадили режим надзвичайного стану. У січні 2022 року прем'єр-міністр Буркіна-Фасо Лассіна Зербо заявив, що тероризм є загрозою для цілісності країни.
У листопаді 2021 року в Буркіна-Фасо спалахнули масові протести після того, як терористи вбили 49 військових та 4 мирних жителів біля золотої шахти на півночі країни. Протестувальники висловлювали невдоволення недостатнім рівнем безпеки та недостатнім забезпеченням збройних сил продовольством. Унаслідок протестів з посади пішов прем'єр-міністр країни.
11 січня 2022 року за підозрами у підготовці військового перевороту затримали військовослужбовців.
19 січня 2022 року в Буркіна-Фасо обмежили доступ до соціальної мережі Facebook, яку влада назвала «одним з інструментів дестабілізації в країні». Також з'явилися повідомлення про перебої в роботі Інтернету.

## Хід подій
22 січня в Уагадугу знову розпочалися протести. Протестувальники вимагали відставки уряду та передачі влади військовим.
У ніч із 22 на 23 січня з'явилися повідомлення про стрілянину біля резиденції президента. Влада назвала подію «актами демонстрації невдоволення з боку військовослужбовців». Військові вимагали відставки уряду, збільшення чисельності військовослужбовців, виділення додаткових коштів на боротьбу з терористами та компенсації сім'ям загиблих військових. У ході стрілянини пошкодили машину президента.
23 січня з'явилися повідомлення про перебої в роботі мобільного зв'язку та Інтернету в країні. Запровадили комендантську годину, що діє з 20:00 до 05:30.
Протестувальники підпалили штаб-квартиру панівної партії «Народний конгрес за демократію». Протести почалися й в інших містах країни, протестувальники заявили про солідарність із військовиками.
Уранці 24 січня почали надходити повідомлення про арешт Крістіана Кабора на одній із військових баз, військові вимагали від нього відставки. ЗМІ повідомили про те, що сім'я президента залишила країну. Військові також звільнили засудженого за спробу перевороту 2015 року генерала Жильбера Дьєндере.

24 січня президент Буркіна-Фасо розмістив у своєму Twitter-акаунті повідомлення:
Наш народ переживає важкі часи. Саме в цей момент ми маємо захистити наші демократичні здобутки. Я закликаю тих, хто взявся за зброю, скласти її в ім'я найвищих інтересів народу країни. Саме через діалог ми маємо вирішити наші розбіжності.
 Президент не уточнив своє місцеперебування.
24 січня група з 14 військовослужбовців у прямому ефірі державного телеканалу оголосила про взяття військовими влади в країні, розпуск уряду й парламенту, призупинення дії конституції та закриття кордонів Буркіна-Фасо.

## Реакція

### Внутрішня
24 січня кілька жителів столиці висловлювали свою підтримку перевороту. Були повідомлення, що деякі громадяни вийшли на вулицю, щоб показати солідарність із солдатами. Також повідомлялося, що деякі молодіжні групи штурмували штаб RTB, щоб показати свою підтримку військової хунти.
25 січня великий натовп зібрався на національній площі столиці Уагадугу і відсвяткувала переворот, граючи музику, співаючи, трублячи в роги та танцюючи. Енн Сой повідомила, що новина про затримання президента була сприйнята в Уагадугу з вітаннями та святкуваннями. Репортер Reuters бачив, як група спалювала французький прапор, що Reuters описав як «знак зростаючого розчарування з приводу військової ролі, яку колишня колоніальна держава все ще відіграє в регіоні». Репортер також сказав, що бачив російські прапори, що розсіяні натовпом, і чув, як кілька демонстрантів закликали Росію замінити Францію в боротьбі з джихадистами. Журналіст Сем Меднік сказав, що на тлі кризи безпеки в країні «велика підтримка цього перевороту», він також сказав, що люди згуртувалися і скандували: «Геть ЕКОВАС» через її коментарі та загрозу санкцій.
Керівний Народний рух за прогрес засудив переворот, назвавши його «замахом» на президента та уряд.

### Міжнародна
- Австрія: Федеральне міністерство європейських та міжнародних справ було дуже стурбовано подіями в Буркіна-Фасо. Міністерство засудило державний переворот і закликало всіх акторів обрати шлях діалогу.
- Бельгія: Міністерство закордонних справ Бельгії повідомило, що уважно стежить за ситуацією, і заявило, що насильницькі зміни конституції є неприйнятними.
- Болгарія: Міністерство закордонних справ Болгарії висловило стурбованість і засудило оголошення про військове захоплення, закликаючи до повернення до конституційного ладу.
- Канада: Канадський уряд попередив своїх громадян про небезпеку подорожей до Буркіна-Фасо на тлі нестабільності в регіоні.
- Китай: Посольство Китаю заявило, що буде уважно стежити за розвитком подій у країні. Він також закликав сторони вирішувати розбіжності шляхом мирного діалогу.
- Данія: Міністр розвитку співробітництва Данії Флеммінг Меллер Мортенсен висловив стурбованість ситуацією в Буркіна-Фасо.
- Франція: посольство Франції в столиці оприлюднило попередження для громадян Франції в Буркіна-Фасо уникати необхідних подорожей і нічних поїздок. У посольстві Франції повідомили, що незабаром зроблять подальше повідомлення.  Президент Еммануель Макрон засудив переворот, заявивши, що Франція «чисто, як завжди» погоджувалася з ЕКОВАС у засудженні перевороту.
- Люксембург: Міністр закордонних справ Люксембургу Жан Ассельборн заявив, що уряд з великим занепокоєнням стежить за ситуацією і засудив звільнення президента і призупинення конституційного ладу, а також закликав обидві сторони розв'язувати проблеми шляхом діалогу.
- Нігерія: Федеральний уряд Нігерії через прессекретаря міністерства закордонних справ Франсіску Омаюлі засудив переворот, назвавши його «нещасливою подією», і закликав звільнити президента Каборе та інших урядових чиновників, а також повернутися до статусу-кво.
- ПАР: міністерка закордонних справ Південно-Африканської Республіки Наледі Пандор висловила шок від перевороту і сказала, що регіон не повинен стати регіоном переворотів.
- Швеція: Міністерка закордонних справ Швеції Анн Лінде засудила державний переворот і закликала поважати конституційний лад, закликаючи всі сторони знайти мирне рішення шляхом діалогу.
- Туреччина: турецький уряд висловив стурбованість ситуацією в Буркіна-Фасо і закликав обидві сторони відновити порядок. Туреччина також висловила свою солідарність з народом Буркіна-Фасо.
- Сполучене Королівство: Форин-офіс застеріг громадян Великої Британії від усіх, крім необхідних, поїздок до столиці, Уагадугу. У ньому також заявили, що уважно стежать за ситуацією, і порадили британським громадянам, які відчувають себе небезпечними, покинути країну. Вікі Форд, міністр у справах Африки, виступила із заявою, в якій засудила переворот.
- Сполучені Штати: Державний департамент через прессекретаря Неда Прайса заявив, що їм відомо про повідомлення в Буркіна-Фасо. Держдепартамент також закликав до негайного звільнення президента Каборе і закликав до діалогу між двома сторонами. Посольство Сполучених Штатів видало попередження про безпеку у зв'язку з безперервними проблемами безпеки по всій столиці. У посольстві повідомили, що громадянам США в країні рекомендовано сховатися, уникати великого скупчення людей, обмежити рух до надзвичайних ситуацій і стежити за оновленнями місцевих ЗМІ.

#### Наднаціональні організації
- Африканський Союз: Голова Комісії Африканського Союзу Муса Факі рішуче засудив переворот і попросив сили безпеки повернутися до казарм. Він попросив військових забезпечити фізичну недоторканність президента Роха Марка Крістіана Каборе. Голова Фелікс Цісекеді також засудив переворот і зажадав беззастережного звільнення президента Роха Марка Крістіана Каборе. 31 січня Африканський Союз оголосив про припинення членства Буркіна-Фасо. Рада миру і безпеки Африканського союзу заявила, що проголосувала за припинення участі Буркіна-Фасо «у всіх заходах АС до ефективного відновлення конституційного порядку в країні».
- ЕКОВАС закликала військових поважати уряд як демократичну владу та заохочувала до діалогу між урядом і військовими. Організацітакож закликала солдатів повернутися до казарм. Нинішній президент Гани та голова ЕКОВАС Нана Акуфо-Аддо назвала недавню хвилю переворотів у Західній Африці «прямим порушенням наших демократичних принципів». Він сказав, що «решта світу очікує від нас рішучості у цьому питанні». 28 січня організація оголосила про призупинення членства в Буркіна-Фасо після позачергової сесії.
- Європейський Союз: Високий представник Європейського Союзу Жозеп Боррель оприлюднив заяву щодо Буркіна-Фасо: «Ми з великим занепокоєнням стежимо за розвитком ситуації в Буркіна-Фасо. Останні новини є дуже тривожними, що стосуються затримання президента Каборе та окупації національного радіо і телебачення армійськими частинами. Вчора я розмовляв з міністром закордонних справ Буркіна-Фасо Розін Кулібалі, президентом Європейської ради Шарлем Мішелем, та з президентом Буркіна-Фасо, під час обговорень складалося враження що ситуація під контролем. Але протягом сьогоднішнього дня новини погіршилися, вони погані, і тепер ми знаємо, що президент Каборе знаходиться в полоні армії. Ми закликаємо до поваги до конституційного порядку та до звільнення президента Каборе»

#### Міжурядові організації
- Організація Об'єднаних Націй: Генеральний секретар Організації Об'єднаних Націй Антоніу Гутерреш заявив у своїй промові що «рішуче засуджує будь-які спроби силового захоплення уряду», і закликав лідерів перевороту скласти зброю.